# 圣枪

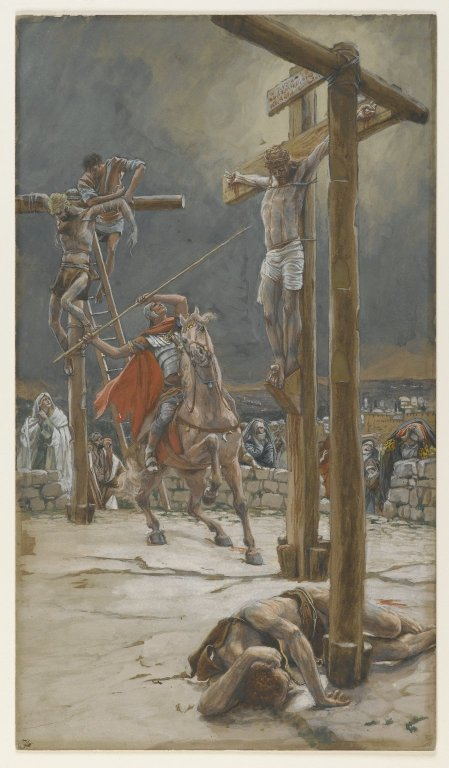
朗基努斯用他的長矛（羅馬重標槍）戳刺耶穌的側腹位置。詹姆斯·蒂索於1886年至1894年間的畫作

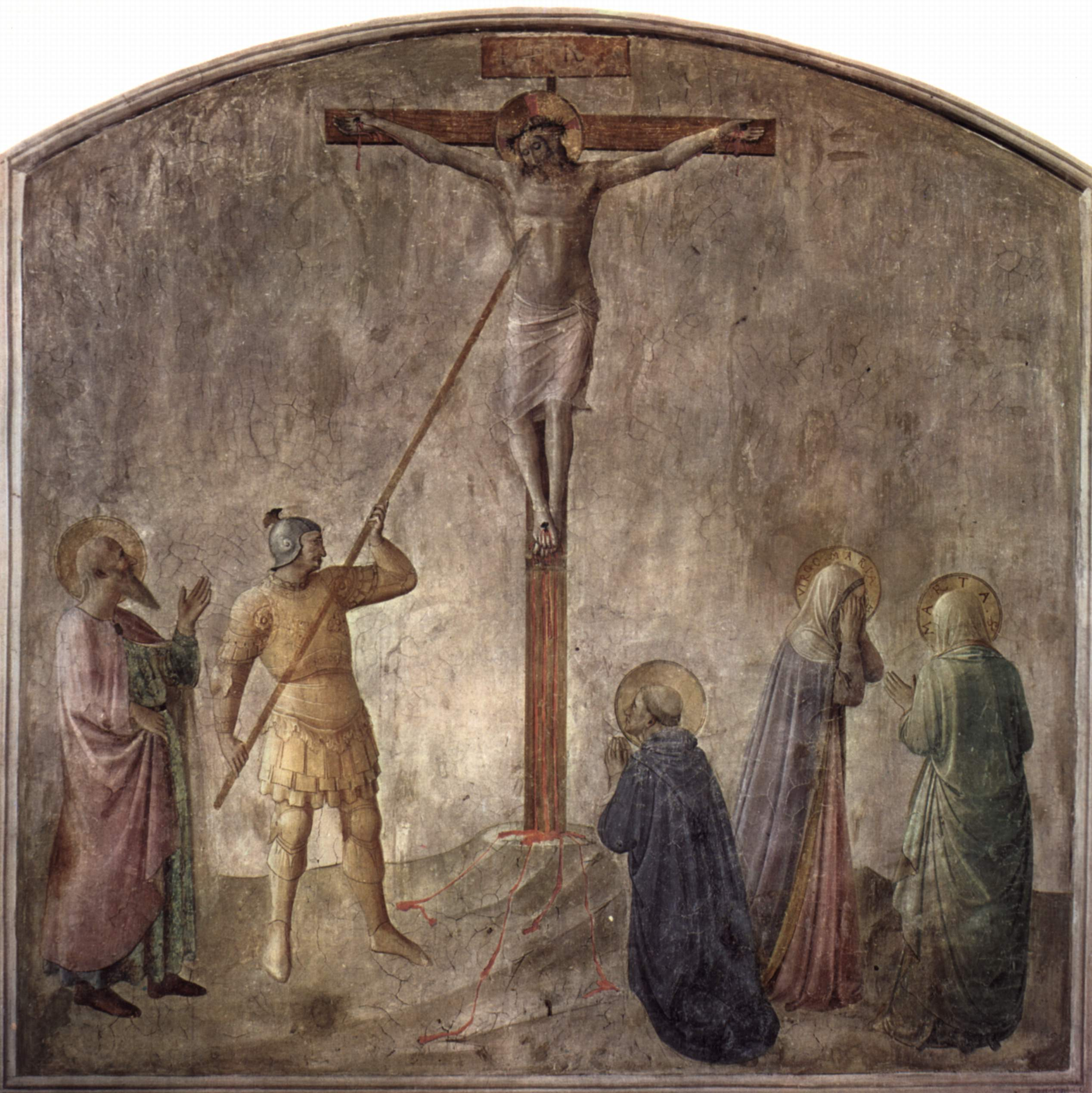
朗基努斯用他的長矛（羅馬重標槍）戳刺耶穌的側腹位置。安傑利科修士於1450年的畫作

聖槍（Holy lance）又稱作是命運之矛（Spear of Destiny）、聖矛（Holy Spear）、隆基努斯之槍或朗基努斯之槍（Lance of Longinus），相傳是耶稣在羅馬帝國猶太行省耶路撒冷城的各各他山上受十字架刑後，行刑的羅馬士兵為確認耶穌是否真的已經因刑而死，因此用一個長矛戳刺耶穌的側腹位置，此一長矛即成為命運之矛。他和聖杯、真十字架同是基督教著名的聖物。
耶穌和另外兩個偷竊者一起被釘上十字架的時候，羅馬兵把兩名偷竊者的腳骨打斷，以加速其死亡，而耶穌此時已然斷氣，一名叫朗基努斯的羅馬士兵以長矛刺穿其側腹，血水噴濺出來，證明耶穌已死。

## 朗基努斯
長槍（希臘文：λόγχη，lonkhē）在約翰福音中被提及，但在對觀福音書中沒有提到。福音書中說，行刑的羅馬士兵計劃打斷耶穌的腿，這種做法被稱為“crurifragium”，是一種在釘十字架時加速死亡的方法。因為那天是安息日（星期五日落到星期六日落）的前夕，所以耶穌的追隨者需要根據安息日的法律將他「埋葬」。就在士兵去打斷耶穌的腿之前，他們發現耶穌已經死了，沒有必要打斷他的腿。
有一個士兵用槍刺穿了他的肋旁，隨即流出了血和水。———約翰福音 19:34
用長槍刺穿基督肋旁的士兵的名字並沒有出現在約翰福音中，但在已知最古老的傳說中，即附在4世紀彼拉多行傳晚期手稿中的尼哥底母偽福音中，這名士兵被認定為一名百夫長（羅馬軍隊的指揮官），名叫朗基努斯（因此這支長矛的拉丁名是 （Lancea Longini）。:6–8:73
朗基努斯這個名字的一種形式出現在6世紀晚期的拉布拉福音書中。在一幅縮微畫中，將長矛刺入基督肋旁的士兵頭頂上方寫著ΛΟΓΙΝΟΣ（LOGINOS）這個名字。如果碑文不是後來加上去的，那麼這就是這個名字的最早記錄之一。

## 遺物

### 羅馬聖槍

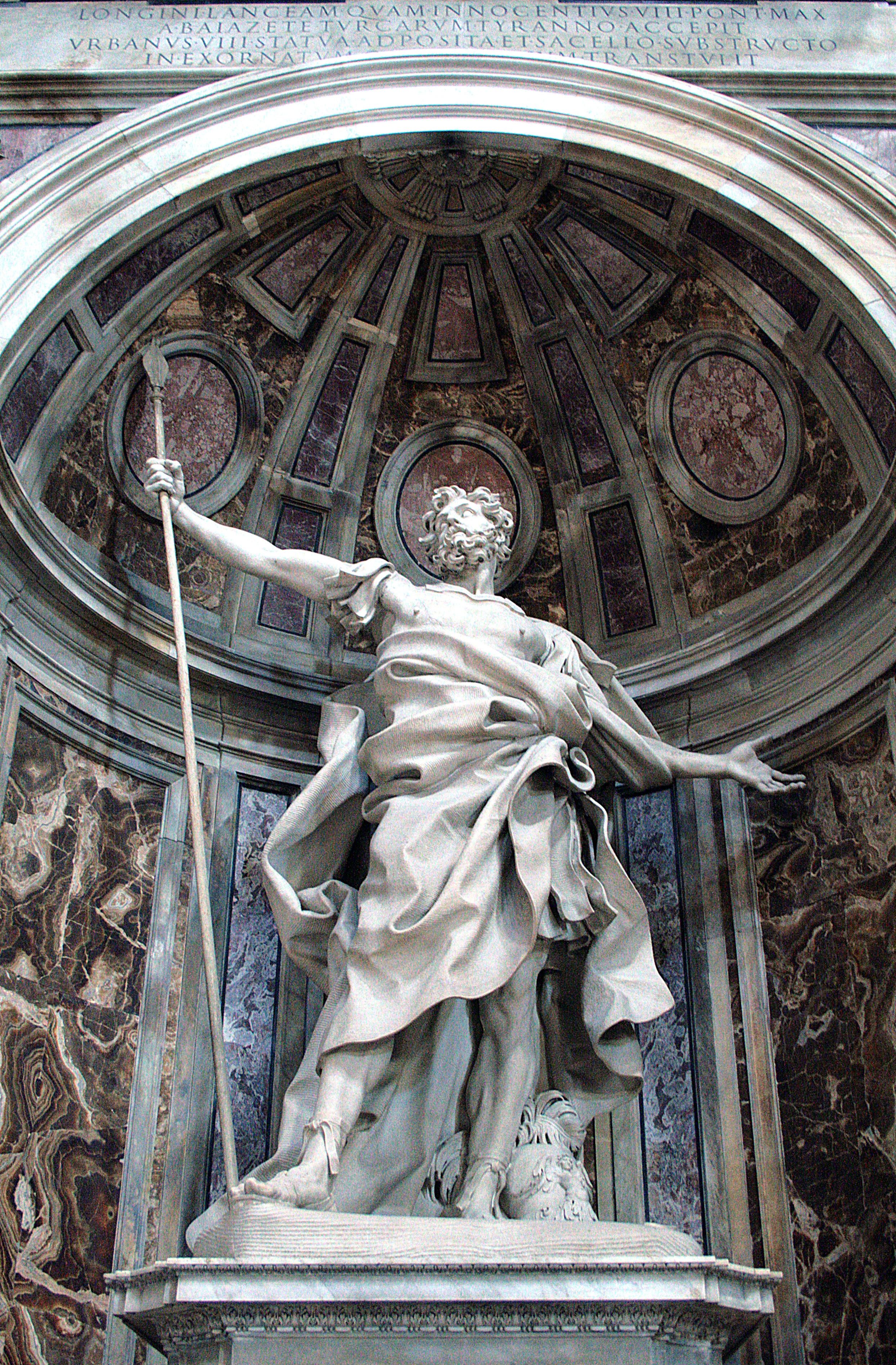
在梵蒂岡聖保祿大教堂拿著命運之矛的朗基努斯雕像

聖槍的遺物保存在梵蒂岡聖彼得大教堂，位於聖朗基努斯雕像上方柱子上雕刻的涼廊中。

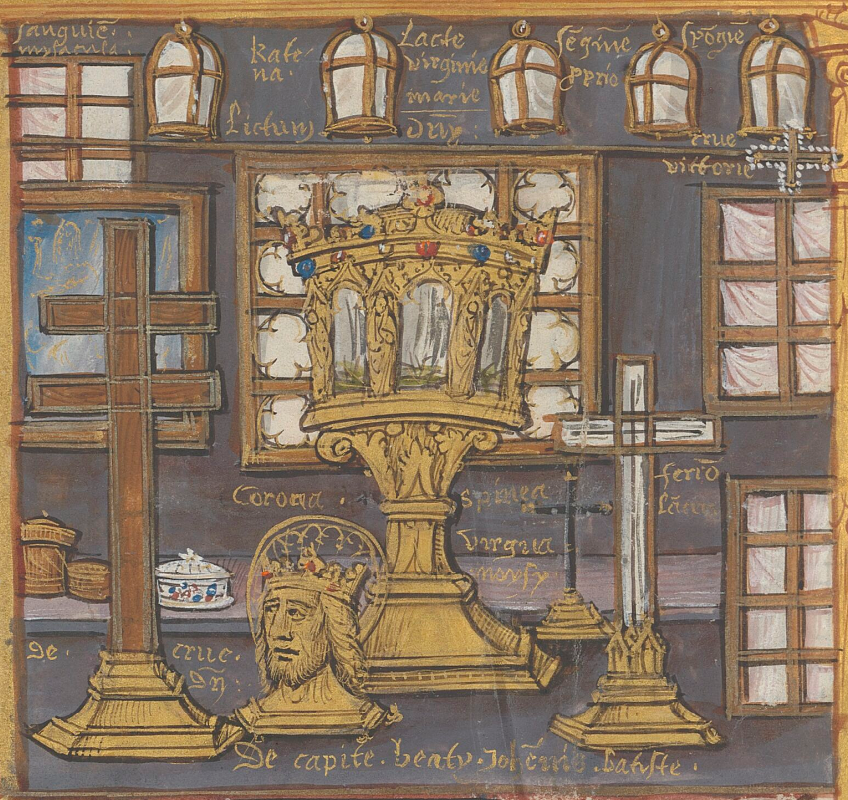
16 世紀聖禮拜堂大禮拜堂內展出的聖物插圖。最右邊的十字架是裝聖槍的盒子。

已知最早關於聖槍遺物的記載可以追溯到6世紀。《耶路撒冷祈禱書》（約530年）描述了聖墓教堂展出的長槍。卡西奧多羅斯在他的《詩篇詮釋》（約540-548 年）中堅稱聖槍一直存在於耶路撒冷。皮亞琴察朝聖者（約570年）的一份報告將長槍放置在錫安教堂。據說，這把聖槍在公元410年8月西哥德人國王亞拉里克一世攻陷西羅馬帝國舊都羅馬時偷走的。沒有人找到亞拉里克的墳墓和寶藏，它們可能已被收復義大利半島的東羅馬帝國（哥德戰爭）清空，因此聖槍可能在一百年後才出現在耶路撒冷。
614年，東羅馬—薩珊戰爭期間耶路撒冷被波斯帝國萨珊王朝將軍沙赫尔巴拉兹攻占。 《復活節編年史》稱聖槍是被繳獲的基督教遺物之一，但沙赫爾巴拉茲的一位同夥將其交給了東羅馬皇帝希拉克略的親戚尼基塔斯，尼基塔斯於當年晚些時候將其帶到了帝國首都君士坦丁堡的聖索菲亞大教堂。然而，描述公元670年阿爾庫夫朝聖之旅的《聖地論》卻稱聖槍放置在耶路撒冷的聖墓教堂。阿爾庫夫是最後一位在耶路撒冷發現聖槍的中世紀朝聖者。
到了10世紀中葉，君士坦丁堡的法羅斯聖母教堂開始供奉聖槍遺物。參加第一次十字軍東征的部分士兵和神職人員可能看到了這件遺物，這加劇了人們對在安條克出現另一支聖槍的困惑。據報道，在的黎波里圍城戰期間，圖盧茲伯爵雷蒙四世將安條克聖槍帶到了君士坦丁堡，並將其贈送給了東羅馬皇帝阿歷克塞一世。學者們對於如何解決這個尷尬局面意見不一。歷史學者史蒂文·朗西曼辯稱，東羅馬宮廷將安提阿的遺物視為釘子（ἧλος），依靠雷蒙德不懂希臘語來避免冒犯他。另外，歷史學者埃德加·羅伯特·阿什頓·塞夫特認為，阿歷克塞一世意圖譴責十字軍的聖槍是騙局，而當1108年安條克親王博希蒙德一世被迫在另一根聖槍上向他宣誓時，他的意圖就實現了。目前還不確定阿歷克塞一世是否保留了安條克聖槍或將其歸還給了雷蒙德。幾份12世紀的文獻指出，君士坦丁堡的遺物中有一支聖槍，但沒有任何細節可以表明它是十字軍的發現還是東羅馬的。
根據特魯瓦方丹的阿爾貝里克的說法，聖槍的碎片被鑲嵌在東羅馬皇帝阿歷克塞五世與佛蘭德的亨利在1204年的戰鬥中丟失的阿歷克塞五世聖像畫上。亨利的軍隊奪取了這幅聖像，這在第四次十字軍東征的許多同時代資料中都具有重要意義。 除了十字軍向教宗依諾增爵三世提交的報告外，維爾阿杜安的傑弗里、尼基塔斯·霍尼亚提斯、十字軍騎士羅伯特·德·克拉里、年代記作者科格紹爾的拉爾夫和年代記作者歐塞爾的羅伯特也記錄了這一事件。然而，這些資料都沒有提到皇帝聖像上有任何遺物，而阿爾貝里克則聲稱聖像上裝飾有聖槍碎片、一部分聖裹屍布、耶穌的一顆乳齒，以及來自三十位殉道者的其他遺物。現代歷史學家對阿爾貝里克的敘述持懷疑態度，認為它「充滿幻想」和「純粹虛構」。無論如何，戰鬥結束後，十字軍將聖像送往了熙笃修道院，但沒有記錄表明它是否到達了目的地修道院。
在君士坦丁堡被第四次十字軍東征洗劫之後，羅伯特·德·克拉里描述了十字軍新建立的拉丁帝國所獲的戰爭利品，包括法國聖母教堂裡的“刺穿我們主肋旁的長矛的鐵”。 然而到了13世紀30年代，拉丁帝國的財政狀況已變得十分危急。1239年，拉丁帝國皇帝鮑德溫二世安排將君士坦丁堡的荊棘王冠遺物賣給法國國王路易九世。在接下來的幾年裡，鮑德溫總共向路易九世賣出了二十二件文物。聖槍被列入最終的一批文物中，大約於1242年運抵巴黎。這些遺物後來全部供奉於聖禮拜堂。法國大革命期間，它們被轉移到法國國家圖書館，但隨後聖槍就消失了。
儘管聖槍已轉移到巴黎，但在整個東羅馬巴列奧略王朝時期晚期，不同的旅行者仍繼續報告其在君士坦丁堡的存在。尤其值得注意的是，曼德維爾遊記描述了巴黎和君士坦丁堡的聖槍遺物，並指出後者比前者大得多。儘管的真實性值得懷疑，但該作品的廣泛流行表明多個聖槍遺物的存在已為公眾所知。

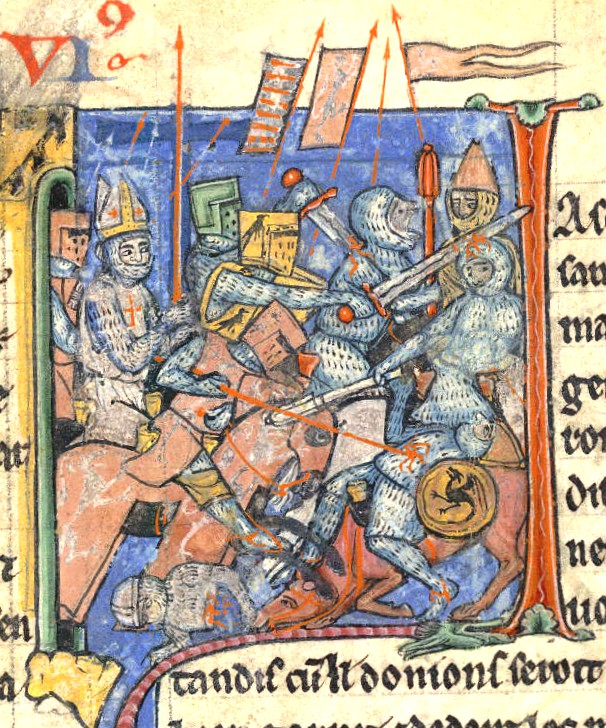
在第一次十字軍東征的其中一場戰役中，戴著主教冠的勒皮主教阿希馬爾手持聖槍
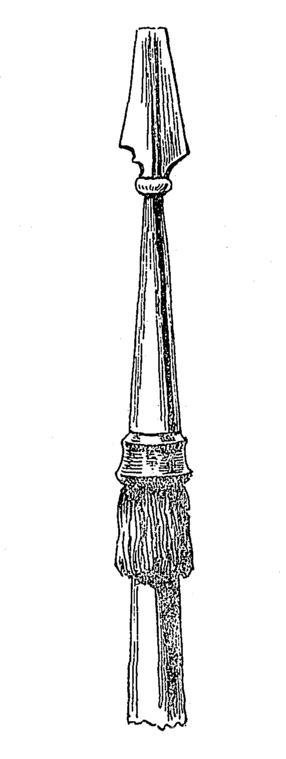
1898年羅馬聖槍繪圖

### 維也納聖槍

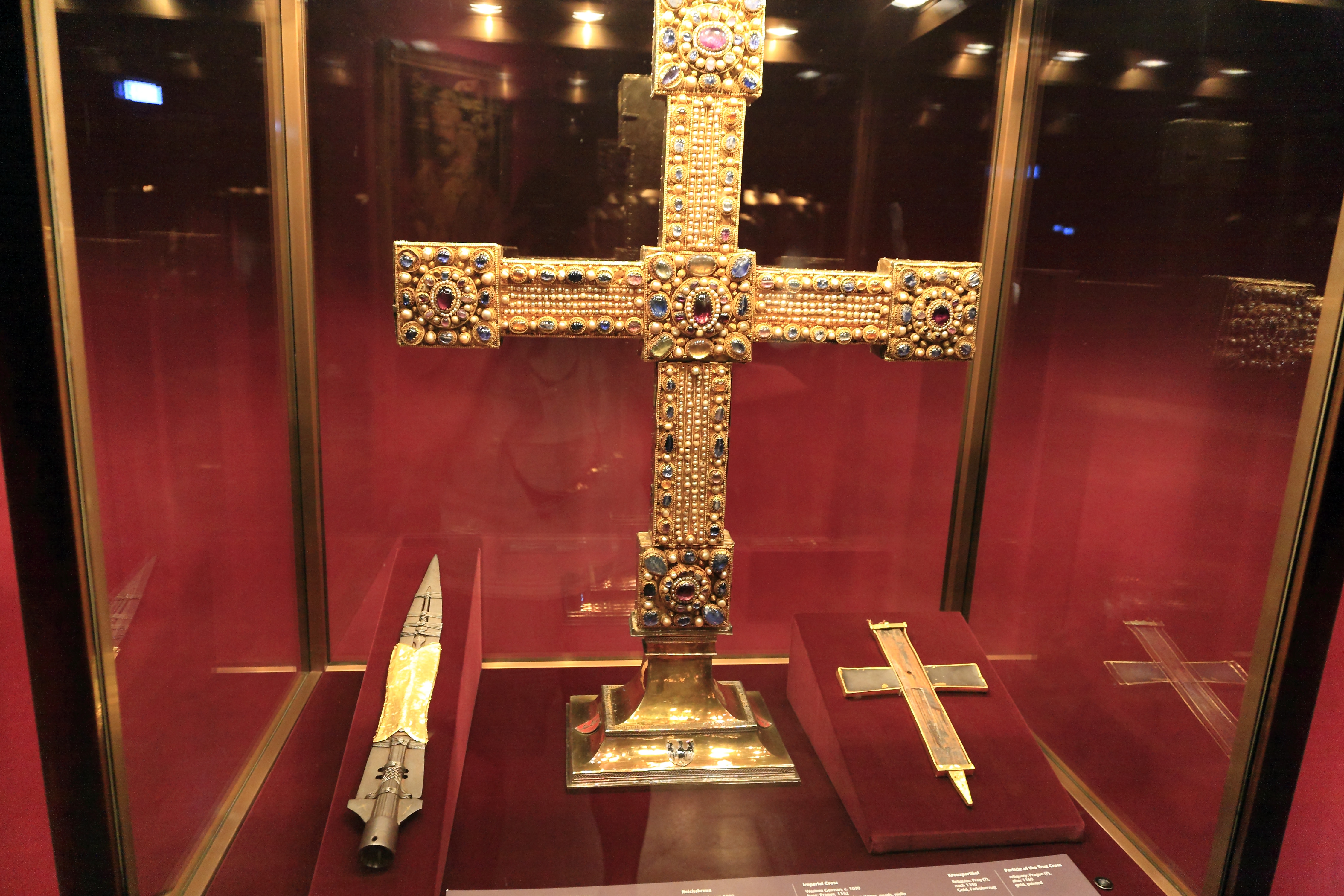
維也納聖槍（左）

維也納聖槍陳列在奧地利維也納霍夫堡皇宮的皇家珍寶館。這是加洛林王朝典型的有翼長矛的矛頭。據推測，矛桿在神聖羅馬帝國皇帝康拉德二世統治期間丟失或被毀壞，康拉德二世下令將帝國十字勳章 (Reichskreuz) 用作矛頭的聖物匣。
矛頭包裹著一個獨特的金袖口，這是神羅皇帝查理四世在1354年左右添加的。這款金色袖口覆蓋著更古老的銀袖口，它是在1084年至1105年間為神羅皇帝亨利四世製作的，它也指的是聖釘，但矛頭卻是聖莫里斯的長矛。銀色袖口兩側的鍍金條紋上還有另一行拉丁銘文：“CLAVVS DOMINICVS HEINRICVS D[EI] GR[ATI]A TERCIVS / ROMANO[RVM] IMPERATOR AVG[VSTVS] HOC ARGEN / TVM IVSSIT / FABRICARTOR AVG.FABRICARl ADLA / TVM IVS/F ABRICARl AD/FABRIESW. SANCTVS MAVRICIVS」（「承上帝三世的恩典，羅馬人和奧古斯都皇帝亨利勳爵的釘子，下令製造這塊銀幣，以加固勳爵的釘子和聖莫里斯/聖莫里斯的長矛」）。銘文指的是亨利四世，他是第四位以他的名字在位的德意志國王，之所以稱之為“第三位”，是因為他是第三位以自己的名字加冕的神聖羅馬帝國皇帝。
根據中世紀意大利歷史學家克雷莫纳的利乌特普兰德的說法，第一位獲得這支聖槍的德意志君主是東法蘭克王國（德國）國王亨利一世，他從勃艮第王國國王魯道夫二世手中買下了這支聖槍。據說這支聖槍是魯道夫從一位「參孫伯爵」那裡得到的禮物，關於這位伯爵的其他資訊不得而知。利乌特普兰德不認為這把聖槍與朗基努斯有關，而是與羅馬帝國皇帝君士坦丁大帝有關，他引用了一位羅馬皇帝使用他母親海倫娜發現的聖釘在矛頭中間製作十字架的說法。利烏特普蘭德給出的描述與今天維也納保存的遺物非常吻合。
科維的維杜金德提供了亨利一世如何獲得聖槍的另一種說法。根據維杜金德的說法，東法蘭克國王康拉德一世於918年臨終前安排將包括聖槍在內的皇家徽章送給繼任東法蘭克國王的亨利。這一版本的說法已被歷史學家否定。
933年3月15日，亨利一世手持聖槍率領軍隊在里阿德戰役中與匈牙利大公國交戰。從那時起，奧托王朝就把聖槍視為保證勝利的護身符。戰役發生的時間恰逢朗基努斯節，這表明亨利此時已將聖物與耶穌受難時使用的聖槍聯繫起來。同樣，亨利的兒子奧托一世在939年3月上半月參加了比爾滕戰役，這也許具有說明意義。然而，955年奧托向聖勞倫斯祈禱尋求他的支持以確保萊希菲爾德戰役的勝利，這場戰役計劃在勞倫斯的節日那天發生。這種轉變可能是由於東法蘭克和東羅馬帝國在949/950年左右外交關係加強所致。當東法蘭克人意識到東羅馬版本的聖槍時，將奧托聖槍與朗基努斯聯繫起來在政治上變得不方便。
神羅皇帝奧托三世委託製作了兩件此聖槍的複製品。其中一把於996年被贈予匈牙利國王伊什特万一世。另一把於1000年在格涅茲諾會議上贈送給波蘭公爵和第一位波蘭國王波列斯瓦夫一世:351，這支波蘭聖槍複製品目前陳列在克拉科夫的若望保禄二世主教座堂博物馆。匈牙利聖槍複製品的命運尚不清楚。當伊什特万的繼任者彼得一世於1041年被廢黜時，他向神羅皇帝亨利三世尋求幫助，亨利三世在門芬戰役中俘獲了這支聖槍。目前尚不確定亨利在俘獲聖槍後是否將聖槍歸還了給彼得。第一次世界大戰前不久，有人在奧匈帝國共同首都布達佩斯附近的多瑙河中打撈出一根鍍金矛頭，經鑑定為公元1000年左右的日耳曼作品。金鑲嵌物表明這件文物可能是伊什特万一世的聖槍複製品，但這尚未得到證實。
1424年，神羅皇帝西吉斯蒙德將包括聖槍在內的一系列遺物從他的首都布拉格搬到了他的出生地紐倫堡，並下令將它們永遠保存在那裡。該遺物系列被稱為帝國徽寶（Reichskleinodien）。
1796年春，法蘭西第一共和國的法國革命軍逼近紐倫堡時，當地政府將帝國徽寶移交給神羅帝國議會首席委員約翰·阿洛伊斯·馮·許格爾 (Johann Alois von Hügel)。許格爾男爵將這些徽寶帶到了雷根斯堡保管，但到了1800年，雷根斯堡也面臨著入侵的威脅，因此他又將它們轉移到帕紹、林茨和維也納。1805年拿破崙的法軍進入維也納後，這些藏品再次被轉移到匈牙利王國，最後才返回維也納。這些行動是秘密進行的，因為在神聖羅馬帝國解體時，帝國徽寶的地位尚未解決。當紐倫堡後來呼籲歸還這些徽寶時，奧地利帝國政府輕易地駁回了該市的請求。
藝術史博物館將這支聖槍的年代認定為8世紀。英國冶金學家、技術工程作家羅伯特費瑟（Robert Feather）於2003年1月為一部紀錄片對其進行了測試。根據X射線衍射、螢光測試和其他非侵入性程序，他確定這支矛主體的年代最早可追溯到7世紀。 費瑟在同一部紀錄片中表示，一根鐵釘——長期以來一直聲稱是來自耶穌受難的釘子，被錘入刀刃，並用微小的黃銅十字架襯托——的長度和形狀與1世紀羅馬帝國的釘子「一致」。
不久之後，維也納跨學科考古研究所的研究人員利用X射線和其他技術對一系列聖槍進行了檢查，確定維也納長矛的歷史大約在8世紀到9世紀初，矛釘顯然也是由同樣的金屬製成，從而排除了它的歷史可以追溯到公元1世紀的可能性。
霍夫堡聖槍在流行文化中被重新想像成一種神奇的護身符，其力量可以用來行善或作惡。

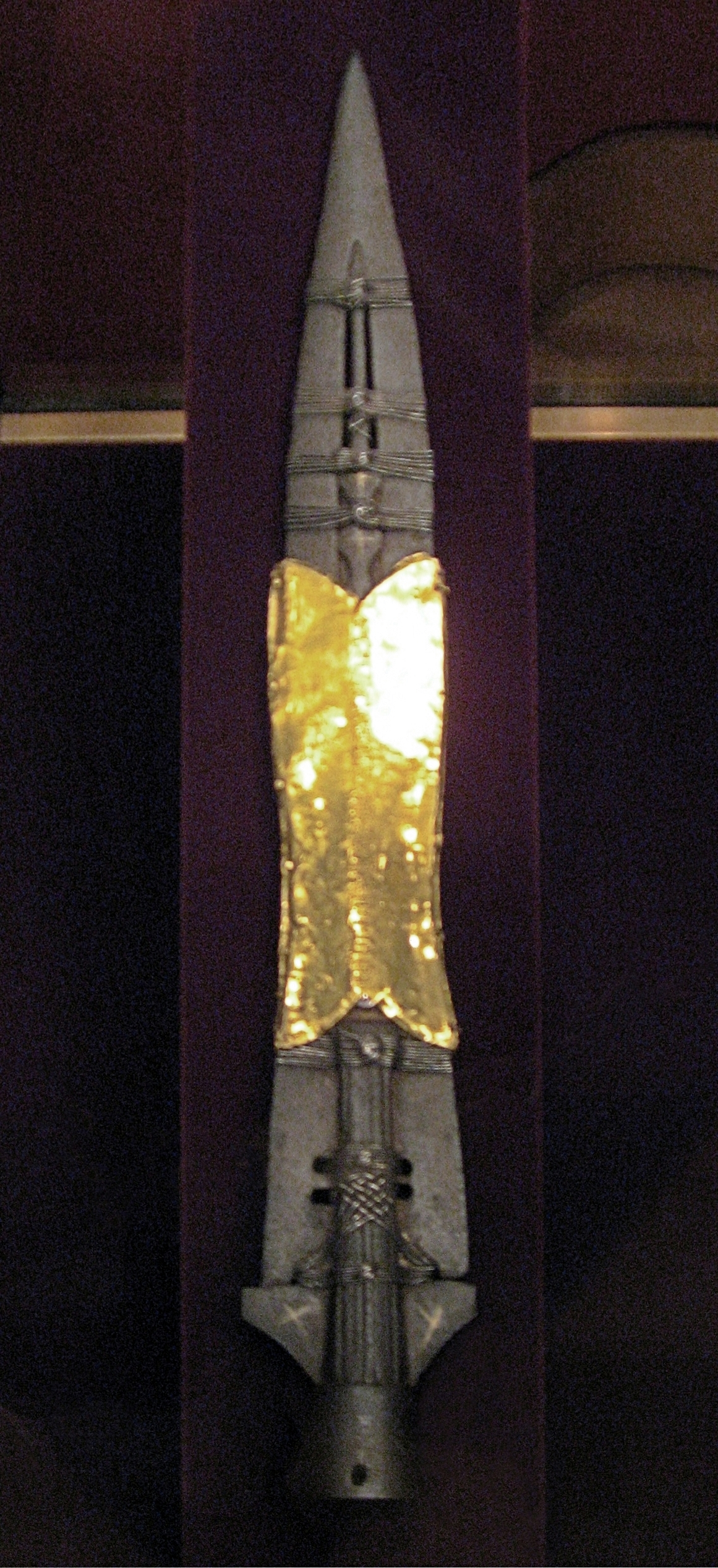
保存在奧地利維也納霍夫堡皇宮的皇家珍寶館中
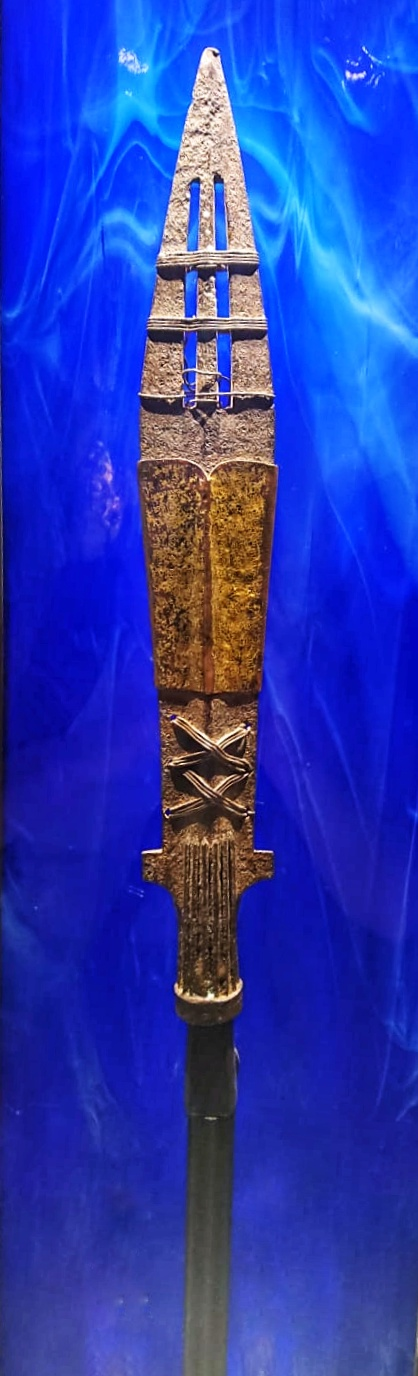
波蘭複製品，藏於克拉科夫瓦維爾主教座堂的寶庫
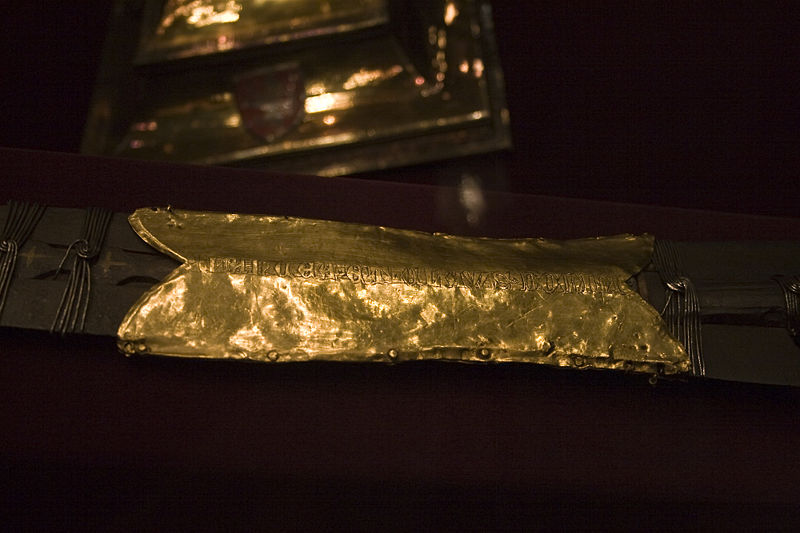
聖槍上的銘文

## 媒體衍生的作品
在動畫《新世紀福音戰士》中，形象為帶有螺旋結構的紅色雙叉戟，實際為生命樹的根鬚化成。綾波零駕駛零號機用它來插入人類元祖：亞當的身體中（事實上是莉莉斯）。後為了對付使徒，而將槍射入月球軌道。劇場版中出現由EVA量產機手持可變成雙刃劍的仿製品長槍，二號機在被數把仿製品刺中後停止活動。而實物則是在發動人類補完計畫時從月球被召回，並刺穿初號機的核心，重新形成生命之樹並被莉莉斯吸收。補完失敗之際，初號機與朗基努斯之槍一同從莉莉斯的眼中脫離，並最終漂流於近地軌道上。
電影《魔間行者》中的加百列是混種天使，為了要將撒旦之子瑪門引到人世間，她以聖矛切開安潔拉的身軀，開啟了通往地獄的入口。但是陰謀最後以失敗結束。
遊戲《古墓奇兵：回憶錄》中，蘿拉曾潛入一艘被黑手黨控制的俄國海軍潛艇以前往沉沒的德國潛艇殘骸尋找命運之矛，但命運之矛在即將落入惡人手中時發動力量摧毀了潛艇，蘿拉獨自逃生後認為有些東西只能留在讓它不會再被惡用的地方而不再找尋。
電影《印第安納瓊斯：命運輪盤》中，奉元首希特勒之命在歐洲各地搜刮宗教聖物的親衛隊韋伯上校曾找到一把聖矛，但被他的手下佛勒以及瓊斯博士鑑定為贗品。
動畫《劇場版 鋼之鍊金術師 香巴拉的征服者》中，長槍是被分為多支型的小槍，用來獵捕由人造人恩維經過門時所化為的巨龍。
輕小說《惡魔高校D×D》中，聖槍名為黃昏聖槍，為十三神滅具當中最強者。在冥界危機結束後，聖槍遭帝釋天奪去，但後來又回到原持有者曹操身上。
輕小說《魔法禁書目錄》中，有以聖槍傳說為構想所創造出的靈裝刺突杭劍（Stub Sword）。是只要指著聖人就可以將其殺害的強力靈裝，不限距離（但要看到目標）。只有對聖人才有用，被稱作「最邪惡的靈裝」。跟聖靈十式中的「使徒十字」外觀十分相似，因此被誤認。
漫畫《孔雀王》裡，亦出現男主角孔雀，手持聖矛與天蛇王對峙，最後聖矛毀在天蛇王的手中。
動畫《戰姬絕唱Symphogear AXZ》中，有神秘的情報來源向聯合國機關《S.O.N.G》提及「弒神之力」，要消滅「神之力」就要有相對的「弒神之力」，而情報提及巴爾韋德政府的機密文件（統稱為《巴爾韋德文件》）有記載古時有士兵為試探神之子是否死亡而插入神之子的腹部（動畫圖中顯示跟耶穌被釘十字架上如出一轍），亦有圖片顯示原本柄長147cm,刀身長23cm，資料提及此槍有驚人的力量，但沒有記載有弒神的紀錄。但經過2000年來的各種民間傳說及扭曲，變成在煉金術中一種稱為「哲學兵裝」的武器（即只要某物品被定義成一種物件，該物件不論型體為何都可被該兵裝所消滅）。亦因為各種扭曲，長槍名字本身亦改了名改作「gungnir」（即冈格尼尔）。亦即是女主角立花響所使用的Symphogear，為對付想用煉金術煉製「神之力」的「巴伐利亞光明會」的殺手鐧。
美國劇集《明日傳奇》將命運之矛視為可以改變現實的物品。
動畫《爆旋陀螺Burst》中，白色暴君白鷺城塯衣使用的陀螺迷失聖槍，惡夢聖槍，血腥聖槍和狂怒聖槍均以白色龍作形象並以命運之矛作龍的尾巴。第一季白鷺城塯衣使用的迷失聖槍是首個在攻擊環上擁有金屬的陀螺在全國大賽打敗紅愁及蒼井霸斗成為連續五屆日本冠軍。第二季使用攻擊環與重力環一體化的陀螺惡夢聖槍並打敗紅愁的傳說巨神（守寶妖精），而漫畫則劈成兩半，最後在神級陀螺大賽初賽B組中擊敗同組其他陀螺手而僅敗給當時世界排名第一費理的吸血魔龍(法夫納)，而以B組第二進入四強。在四強時對上在A組以全勝以第一進入的紅愁。卻被紅愁使用新陀螺鎮魂巨神(守寶妖精)劈成兩半，而漫畫則成碎片，從而第三季進化至血腥聖槍曾挑戰世界冠軍蒼井霸斗，但最後因對戰盤受不住超絕陀螺所發出的力量而被破壞，因而挑戰失敗。之後以亞洲冠軍身份舉辦聖槍盃，最後優勝者可以與塯衣對戰。其後赤刃艾加勝出聖槍盃，塯衣使用血腥聖槍與艾加對戰但塯衣最後不敵艾加的陀螺(阿基里斯)而落敗。超王中擁有強上烈升攻擊的下盤，但不敵蓮的路西法，之後參加傳奇派對並和虹龍武組隊參加雙人組隊對戰。在GT中雙星聖槍使用者則由瑠衣轉為灰嵨羅單，在陀螺嘉年華中登場並在首戰中擊敗上屈冠軍金道富美也的魔法魔龍(法夫納)，但在決賽中被新主角虹龍武擊敗
遊戲《永遠的7日之都》中，聖星教會樞機卿伊斯卡里奧（ィスカリロ）使用的神器名為聖槍・朗基努斯之槍，其外形為一條暗藍色的尖長荊棘。
小說《Fate/Requiem》中，該槍的持有者朗基努斯以Lancer職階登場。
漫畫《魔界學園》中第4話出現仿製品
遊戲《Fate/Grand Order》中，由圓桌騎士之一的珀西瓦里持有，以Lancer職階登場。